# Hans Karl Adam
Hans Karl Adam (* 29. Dezember 1915 in Neisse, Provinz Schlesien; † 8. April 2000 in Rothenburg ob der Tauber) war ein deutscher Fernsehkoch der 1950er Jahre. Durch die von ihm und Franz Ruhm moderierte Sendung Der Fernsehkoch beim Bayerischen Rundfunk, die im gesamten Sendegebiet der ARD ausgestrahlt wurde, war er seinerzeit sehr bekannt. Ebenfalls bekannt wurde er durch seine Zusammenarbeit mit dem ersten deutschen TV-Koch Clemens Wilmenrod, der kein ausgebildeter Koch war und dem Adam deshalb „Nachhilfe“ gab. Auch der (häufig Wilmenrod zugeschriebene) Toast Hawaii wurde vermutlich von Adam erfunden.

## Beruf
Adam war vor seiner Fernsehtätigkeit Küchenmeister und Schiffskoch des Norddeutschen Lloyd.
Weitere Sendungen, an denen er mitwirkte:
- Adam kocht für Eva (1963)
- Adam kocht selbst (1966–1968)
- Adams kleines Küchen-ABC (1968–1969)
- Für Sie (1961–1969)

Er war Mitglied in der Gastronomischen Akademie Deutschlands e.V. und betrieb das Hotel Adam das kleine Hotel in Rothenburg ob der Tauber.

## Veröffentlichungen
Adam schrieb über 80 Kochbücher mit einfachen Rezepten, Bücher über die Küche verschiedener Regionen, Themenkochbücher sowie Bücher mit Rezepten unter Verwendung von Markenartikeln (z. B. Bols-Rezeptbuch für Konditoreien und Patisserien).

## Belege
1. ↑  Sarah Annette Buchdrucker: Unterhalter am Herd: zur Popularisierung des Kochens in Deutschland und Frankreich - Jamie Oliver, Tim Mälzer und Cyril Lignac setzen neue Akzente auf dem Kochbuchmarkt. 2008, S. 57 (google.com).
2. ↑  Frankfurter Rundschau: Kampf der Köche: Es gibt keinen Toast auf Hawaii. In: Frankfurter Rundschau. (fr.de [abgerufen am 4. Juni 2018]).

| Personendaten    | Personendaten                        |
| ---------------- | ------------------------------------ |
| NAME             | Adam, Hans Karl                      |
| ALTERNATIVNAMEN  | Adam, Hans-Karl (vollständiger Name) |
| KURZBESCHREIBUNG | deutscher Fernsehkoch                |
| GEBURTSDATUM     | 29. Dezember 1915                    |
| GEBURTSORT       | Neisse, Provinz Schlesien            |
| STERBEDATUM      | 8. April 2000                        |
| STERBEORT        | Rothenburg ob der Tauber             |